# Pringy (Haute-Savoie)
Pringy ist eine Commune déléguée in der französischen Stadt Annecy mit 4.792 Einwohnern (Stand 1. Januar 2022) im Département Haute-Savoie in der Region Auvergne-Rhône-Alpes.

## Geographie
Pringy liegt auf 500 m, etwa fünf Kilometer nördlich der Stadt Annecy (Luftlinie). Das Dorf erstreckt sich leicht erhöht am nördlichen Rand des Beckens von Annecy im Alpenvorland, über der Talniederung des Fier, im Genevois.
Die Fläche des 8,50 Quadratkilometer großen vormaligen Gemeindegebiets umfasst einen Abschnitt des Beckens von Annecy. Die südliche Grenze verläuft entlang dem Fier, der hier von Osten nach Westen durch die Talebene fließt. Vom Flusslauf erstreckte sich das Gemeindeareal nordwärts über das Plateau von Pringy bis auf die Höhe von Saint-Martin-Bellevue. Nach Nordwesten reicht das Gebiet über das Talsystem des Viéran auf die Höhen südöstlich der Montagne de Mandallaz. Auf dem bewaldeten Höhenrücken dieser Bergkette wurde mit 860 m die höchste Erhebung der Gemeinde Pringy erreicht.
Zur Gemeinde Pringy gehörten neben dem eigentlichen Ortskern auch verschiedene Weilersiedlungen und Gehöfte, darunter:
- Proméry (507 m) am Viéran am nördlichen Rand des Beckens von Annecy
- Ferrières (745 m) auf der Höhe südöstlich der Montagne de Mandallaz
- Chez les Burnets (750 m) auf der Höhe südöstlich der Montagne de Mandallaz

Nachbargemeinden von Pringy waren 
- Cuvat und Saint-Martin-Bellevue im Norden,
- Argonay im Osten, Annecy-le-Vieux im Süden,
- Epagny Metz-Tessy mit Metz-Tessy und Épagny im Süden,
- La Balme-de-Sillingy im Westen.

## Geschichte
Das Gemeindegebiet von Pringy war schon sehr früh besiedelt. Aus verschiedenen Epochen wurden Fundstücke entdeckt, beispielsweise ein Steinbeil aus dem Neolithikum, zwei Äxte aus der Bronzezeit, ein Grab aus der Eisenzeit sowie zahlreiche Kleinfunde aus der Römerzeit. Bereits im Jahre 867 wird der Ort unter dem Namen Primiacus erstmals urkundlich erwähnt. Der Ortsname ist vom gallorömischen Personennamen Primius abgeleitet und bedeutet so viel wie Landgut des Primius.
Unter den Grafen von Genf gehörte Pringy zur Kastlanei Annecy. Im frühen 15. Jahrhundert gelangte es mit dem Genevois an Savoyen und teilte fortan dessen Schicksal. Zu einer Gebietsveränderung kam es 1973, als die vorher selbständige Gemeinde Ferrières nach Pringy eingemeindet wurde.
Die Gemeinde Pringy  wurde am 1. Januar 2017 in die Stadt Annecy eingegliedert.

## Bevölkerung
Mit zuletzt 4129 Einwohnern (Stand 1. Januar 2013) gehörte Pringy zu den mittelgroßen Gemeinden des Département Haute-Savoie. Seit Beginn der 1970er Jahre wurde dank der Nähe zu Annecy eine deutliche Bevölkerungszunahme verzeichnet. Außerhalb des alten Ortskerns wurden zahlreiche Einfamilienhäuser errichtet. Das Siedlungsgebiet ist heute beinahe lückenlos mit demjenigen von Argonay zusammengewachsen. Die Gemeinde gehörte zur Agglomeration von Annecy.

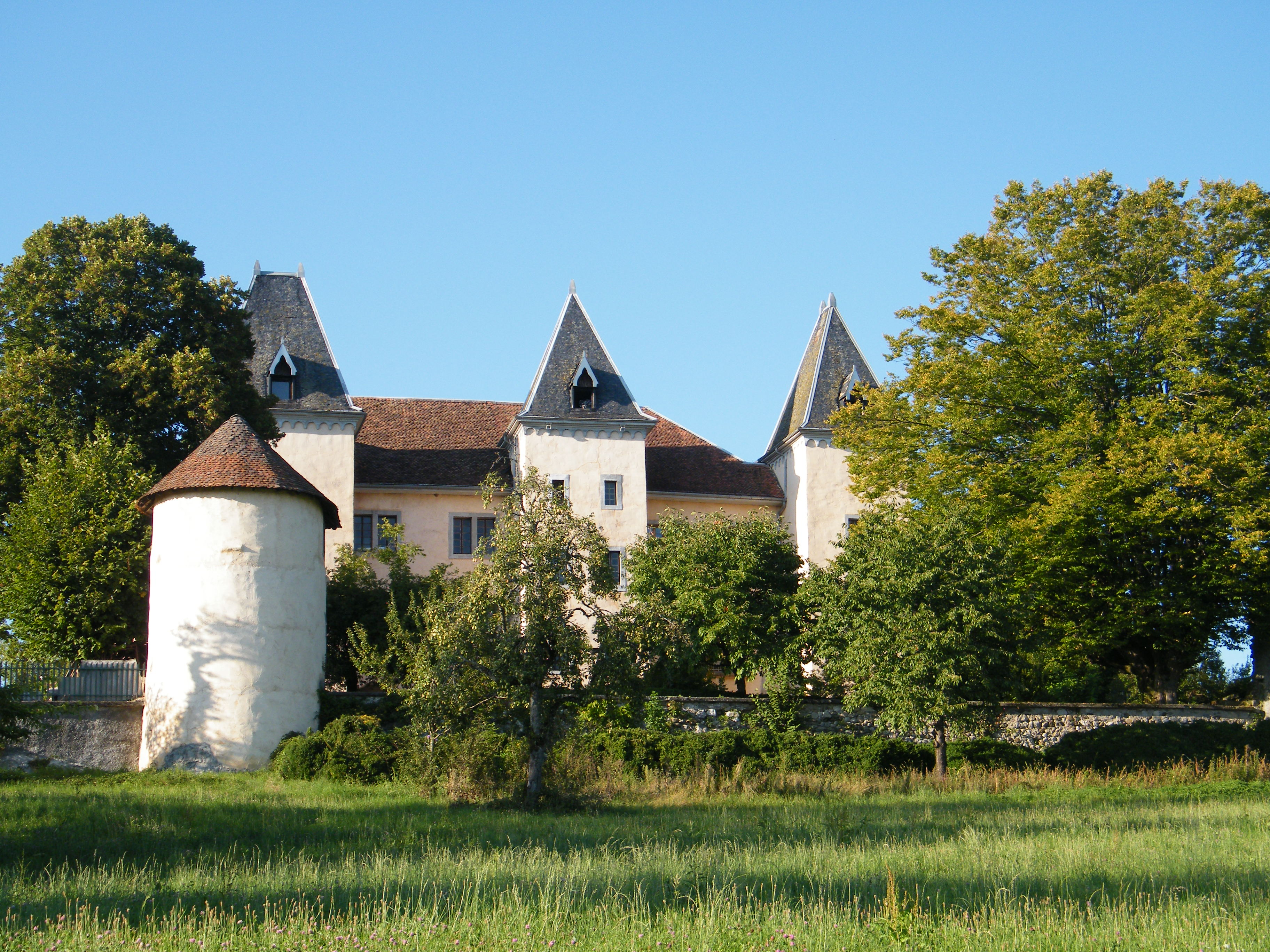
Château de Proméry

| Bevölkerungsentwicklung | Bevölkerungsentwicklung | Bevölkerungsentwicklung | Bevölkerungsentwicklung | Bevölkerungsentwicklung | Bevölkerungsentwicklung | Bevölkerungsentwicklung | Bevölkerungsentwicklung | Bevölkerungsentwicklung |
| ----------------------- | ----------------------- | ----------------------- | ----------------------- | ----------------------- | ----------------------- | ----------------------- | ----------------------- | ----------------------- |
| Jahr                    | 1962                    | 1968                    | 1975                    | 1982                    | 1990                    | 1999                    | 2008                    | 2013                    |
| Einwohner               | 1040                    | 1164                    | 1369                    | 1915                    | 2462                    | 2616                    | 3437                    | 4129                    |

## Sehenswürdigkeiten
Aus dem 19. Jahrhundert stammt die neugotische Dorfkirche von Pringy. In Ferrières steht eine Kapelle aus dem 17. Jahrhundert. Von den profanen Bauwerken sind das Château de Monthoux (aus dem 13. Jahrhundert, im 19. Jahrhundert umgestaltet) in einem schönen Park sowie das Château de Proméry (ursprünglich aus dem 14. Jahrhundert, im frühen 17. Jahrhundert verändert – Monument historique) zu erwähnen.

## Wirtschaft und Infrastruktur
Pringy war lange Zeit ein vorwiegend durch die Landwirtschaft geprägtes Dorf. Im Verlauf der zweiten Hälfte des 20. Jahrhunderts erfolgte die rasche Entwicklung zu einer Vorortsgemeinde von Annecy. Zusammen mit Argonay teilt sich Pringy eine große Industrie- und Gewerbezone. Hier ließen sich Dienstleistungsbetriebe, Einkaufsgeschäfte sowie Unternehmen der elektrischen Industrie und Handelsfirmen nieder.
Die Ortschaft ist verkehrsmäßig sehr gut erschlossen. Sie liegt an der Hauptstraße N201, die von Annecy nach Saint-Julien-en-Genevois und nach Genf führt. Weitere Straßenverbindungen bestehen mit Argonay, Meythet und Épagny. Der nächste Anschluss an die Autobahn A41, welche das Gemeindegebiet durchquert, befindet sich in einer Entfernung von rund zwei Kilometern. Pringy besitzt einen Bahnhof an der Bahnstrecke Aix-les-Bains–Annemasse.